# Bignonia
Bignonia (Bignonia L.) – rodzaj roślin należących do rodziny bignoniowatych. Gatunkiem typowym jest Bignonia capreolata L..

## Systematyka
Uwagi taksonomiczne
Większość gatunków dawniej włączana do tego rodzaju została zaliczona do innych rodzajów:
Synonimy
Anisostichus Bureau
Pozycja systematyczna według APweb (aktualizowany system APG III z 2009)
Należy do plemienia Bignonieae, rodziny bignoniowatych (Bignoniaceae) Juss., która jest jednym z kladów w obrębie rzędu jasnotowców (Lamiales) Bromhead z grupy astrowych spośród roślin okrytonasiennych.
Pozycja w systemie Reveala (1993-1999)
Gromada okrytonasienne (Magnoliophyta Cronquist), podgromada Magnoliophytina Frohne & U. Jensen ex Reveal, klasa Rosopsida Batsch, podklasa jasnotowe (Lamiidae Takht. ex Reveal), nadrząd Lamaianae Takht., rząd jasnotowce (Lamiales Bromhead, rodzina bignoniowate (Bignoniaceae Juss.), podrodzina Bignonioideae Link, plemię Bignonieae Dumort., podplemię  Bignoniinae  A. DC., rodzaj bignonia (Bignonia L.).
Gatunki
- Bignonia capreolata L.
- Bignonia rodigasiana L. Linden